# 唐松草
唐松草（学名：Thalictrum aquilegiifolium var. sibiricum）为毛茛科唐松草属下的一个变种。

## 扩展阅读
- 維基物種上的相關：唐松草